# 2013年11月香港
- 11月7日：啟德發展區沙中線地盤和山頂盧吉道廿七號分別發現戰時炸彈，警方爆炸品處理課人員以低溫方法將在啟德發現的美製炮彈內的炸藥燒毀，其間曾發生輕微爆炸[1]，而山頂的一枚則即場引爆，兩宗事件均無人受傷。[2]
- 11月21日：香港大學醫學院宣布推出「獸醫課程銜接計劃」，與英國愛丁堡大學皇家（迪克）獸醫研究學院簽訂合作備忘，讓接觸香港大學的生物醫學課程學生有可能前往愛丁堡大學攻讀獸醫課程的部分學分。[3]
- 11月28日：深水埗福華街福運大廈9樓命案。
- 11月29日：一艘由香港開往澳門的噴射飛航「木星號」，在喜靈洲對開海面撞到物件，船隻發生劇烈震動，船上乘客東歪西倒，87名乘客受傷，其中2人傷勢嚴重。船隻由拖船拖返上環信德中心，大批救護車在場戒備，將傷者送院治理。[4][5]
- 11月30日：屯門公路發生罕見意外，早上9時許往屯門方向近油柑頭路面鋼板接駁位有螺絲尖物凸出，多輛行經的重型車車軚被拮爆無法前行，36輛九巴及1輛城巴中招，約2.5萬巴士乘客受影響。[6]